# Annabeth Chaseová
Annabeth Chaseová je jedna z hlavních postav série Percy Jackson a Olympané a velká Percyho kamarádka (později přítelkyně), dcera bohyně Athény. S Percym, Groverem a později i s Tysonem a dalšími polokrevnými se vydávají na výpravy, při kterých zachraňují jak Tábor polokrevných, tak Olymp a celý svět. Její neviditelná čepice Yankeeů se v knize objevuje od 1. dílu. Také je sestřenicí Magnuse Chase, syna Freye, severského boha jara a úrody a neteří Randolpha Chasea, historika posedlého seveřany.

## V knihách

### Percy Jackson: Zloděj blesku
V první knize Percy Jackson a Zloděj blesku je jí udělena v táboře péče o Percyho dokud bude v bezvědomí. Pak se zúčastní boje o vlajku a vede tým ve kterém jsou Percy a Luke. Později se s Percym a Groverem vydá na výpravu najít Diův blesk, ukradený Lukem Castellanem.

### Percy Jackson: Moře nestvůr
V druhé knize Percy Jackson a Moře nestvůr zachrání Percyho před Laistrygony, když probodne Křupana a umožní Tysonovi vstup do Tábora polokrevných, který ho celý zachrání před býky z Kolchidy. Pak se s nimi plaví na Princezně Andromedě a také na válečné lodi Birminghamu. Po ztroskotání Birminghamu v boji s Charybdou zachrání Percyho tím, že mu pomůže dostat se na vor. Dopluje s ním do Lázeňského střediska K.K., kde se postaví Kirké a vyhraje v souboji. Poté se nechá zlákat Sirénami a tak odhalí, že její osudová chyba je pýcha. Později, když dopluje na Polyfémův ostrov, provokuje kyklopa Polyféma tím, že tvrdí, že se jmenuje Nikdo, čímž poukazuje na Odyssea, který s touto přezdívkou Polyféma porazil. Polyfémis jí ale uvrhne do bezvědomí ránou do hlavy. Nakonec na ni položí rouno, které ji uzdraví.

### Percy Jackson: Prokletí Titánů
Ve třetí knize Percy Jackson a Prokletí Titánů ji unese mantichora Thorn a Luke jí lstí přinutí vzít si nebeské břemeno, které dříve nesl titán Atlas. Percy ji vydává zachránit i s její kamarádkou Thálií a artemidinými lovkyněmi Biancou di Angelo a Zoe Večernicí. Po přemožení Atlase si Percy a ostatní myslí, že Luke zemřel, ale Annabeth cítí, že to není pravda, což se po návratu do Tábora potvrdí.

### Percy Jackson: Bitva o Labyrint
Ve čtvrtém díle Percy Jackson a Bitva o Labyrint si s Percym domluví schůzku (rande), ale kvůli empůsám v Percyho nové škole odjíždí do Tábora. Tam je jí svěřena výprava do Labyrintu, kde potkají boha voleb Januse a ten Annabeth pěkně zamotá hlavu svými návrhy. To ale zarazí Héra, která je pošle za svým synem Hefaistem. Ten jim slíbí pomoc jedině když vyženou vetřelce z jeho dílny. Percy s Annabeth zjistí, že v Héfaistově dílně vyrábí telchyni zbraně pro Kronovu armádu. Při boji s nimi Percy vyhodí dílnu do vzduchu, po čemž si Annabeth myslí, že je Percy mrtev. Percyho výbuch vyhodil na ostrově Ógygii u nymfy Kalypsó, která se o Percyho postará. Poté co Percy opustí Ógygii, společně s Annabeth vyhledají smrtelnici Rachel Dareovou, která jim pomůže v orientaci v Labyrintu, ale brzy se dostanou do pasti. Annabeth má jako jediná přežít a přidat se na stranu Titánů, což odmítne a společně utečou. Poté najdou Daidalovu dílnu, kde zjistí že Daidalos je ve skutečnosti jejich nový trenér šermu Kvintus. V Táboře pak bojují proti Kronově armádě, kterou se jim podaří odrazit.

### Percy Jackson: Poslední z bohů
V páté knize Percy Jackson: Poslední z bohů začíná obrovský boj o záchranu Olympu, kde Annabeth po Percyho boku bojuje na Manhattanském mostu proti Kronově armádě, kde mu zachrání život. S Kronem (stále v Lukově těle) se střetnou na hoře Olymp, kde Annabeth domlouvá Lukeovi, který díky tomu na chvíli převládne nad Kronem a zabije se, čímž zničí i Krona. Na Percyho narozeniny si s Percym uvědomí, že jsou pro sebe stvoření a dají se dohromady.

## Příbuzní

### Frederick Chase
Frederick Chase je otec Annabeth. Byl přítelem Athény, která o něj projevila zájem, když zjistila, že je zcela oddaný historii, sám Percy o něm říká, že je to strašně šílený vědec. Pracuje na výzkumech leteckých seskupení a letadel v první světové válce. Bydlí na staré základně v San Francisku. Se svou nynější ženou má dva syny. Annabeth s ním měla mnohé neshody, dokonce i utekla z domova, ale jejich vztah se postupně vylepšil. Pan Chase dokonce ve třetím díle bombardoval nestvůry ve svém letadle, aby dceři pomohl.

### Athéna
Athéna je Annabethina matka. Její přátelství s Percym shledává za nevhodné, protože jeho otec ( Poseidon ) je její dlouhověký rival. Přesto ale Annabeth pomáhá a vede ji. Dokonce jí darovala i magickou čepici Yankeeů, která umí svého nositele zneviditelnit.

### Paní Chaseová
Paní Chaseová je nevlastní matkou Annabeth a jako malou ji z počátku nenáviděla teprve v Prokletí Titánů projevila lítost a žádala Percyho, aby Annabeth vyřídil, že má u nich vždy otevřené dveře. Je asijského původu a s Frederickem má dvě děti Matthewa a Bobbyho

### Magnus Chase
Magnus je Annabethin bratranec, syn starého severského boha Freye. Ve spin-offové sérii o severské mytologii je Annabeth prakticky jediným žijícím členem Magnusovy rodiny, k němuž se vrací v dobrém.